# Mick Box

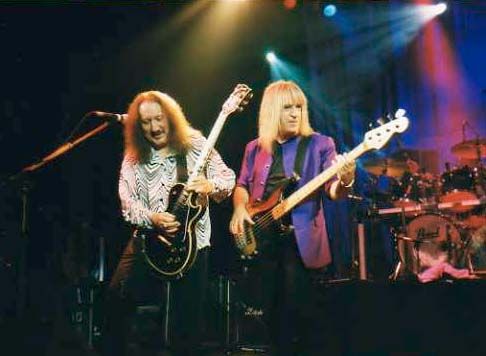
met Trevor Bolder (2001)

Mick Box (Walthamstow, Londen, 9 juni 1947) is de gitarist van de Britse rockband Uriah Heep. Hij is de enige die sinds de oprichting in 1969 tot heden lid van de band is geweest. Hij is ook de juridische eigenaar van de bandnaam. 

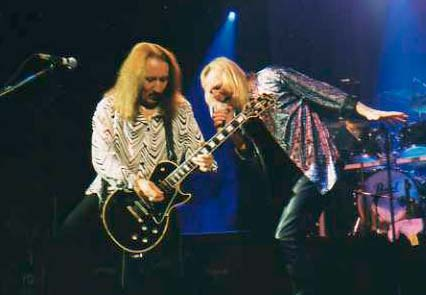
Mick Box met Bernie Shaw in 2001

Box heeft een uitgebreid assortiment aan gitaren, waaronder exemplaren van Gibson Les Paul, Yamaha, Fender Stratocaster, Furch, Peavey, Epiphone en Washburn.